# Tôm bạc đất
Tôm bạc đất hay tôm đất, tôm chỉ lợ, tôm rảo, rảo đất (danh pháp hai phần: Metapenaeus ensis) là loài thuộc họ Tôm he.

## Phân bố
Tôm phân bố rộng, từ vùng đầm phá đến vùng nước sâu 50m, độ mặn từ 35 - 50%o hoặc thấp hơn, chất đáy đa dạng từ bùn đến cát và chất đáy hỗn hợp.
Tôm rảo phân bố ở các vùng biển Ấn Độ - Tây Thái Bình Dương: Ấn Độ, Srilanka, Malaisya, Nhật Bản, Trung Quốc, NewZealand, Australia.

## Đặc điểm
Tôm có chủy dạng sigma vượt quá mắt, ngọn chủy thấp; rãnh bên chủy không kéo dài đến gai thượng vị; không có sóng gan và sóng vùng vị trán; sóng vùng vị hốc mắt rõ ràng chiếm từ 2/3 phía sau khoảng cách giữa gai gan và bờ sau hốc mắt.
Con đực trưởng thành có đốt Dactylus ở chân hàm III dạng bình thường với chiều dài bằng 0,85 - 1 lần chiều dài đốt Propodus; chân ngực III vượt quá vảy râu một đoạn ít nhất bằng đốt Propodus; đường sóng lưng có từ đốt bụng thứ IV-VI.
Cơ thể tôm có màu trắng hơi trong, được điểm những chấm sắc tố xanh, đen và lục nhạt. Chân đuôi (Telson) có màu lục nhạt, rìa chân đuôi viền những lông tơ màu đỏ tía. Có sắc tố xanh ở rìa chân hàm (maxilliped) và chân bụng. Chân ngực có màu đỏ hồng.